# The Strokes
The Strokes es una banda de rock estadounidense de la ciudad de Nueva York. Formada en 1998, la banda está compuesta por el cantante Julian Casablancas, los guitarristas Nick Valensi y Albert Hammond, Jr., el bajista Nikolai Fraiture y el baterista Fabrizio Moretti.

## Historia

### Inicios yThe Modern Age EP(1998–2001)
Julian Casablancas, vocalista del grupo y Nikolai Fraiture, bajista, eran amigos desde la infancia. En el Instituto Le Rosey, en Suiza, Julian Casablancas (a quien su padre había enviado por problemas de conducta) y Albert Hammond Jr., uno de los guitarristas, se conocieron ya que los dos eran estadounidenses y por lo tanto hablaban el mismo idioma, aunque no eran muy amigos.
Años después, Casablancas se encontraría en las calles de New York con Hammond Jr., lo que sería el comienzo de la banda. Casualmente los dos vivían en apartamentos de la misma calle, uno enfrente del otro, ya que Hammond se había trasladado a Nueva York para acudir a la Escuela Tisch de Artes de la Universidad de Nueva York. Albert y Julian Casablancas empezaron a compartir apartamento y en 1999 se convirtieron oficialmente en banda. Su popularidad creció rápidamente, especialmente en el Lower East Side de Nueva York. Empezaron a tocar en la popular Sala Lounge de Manhattan, donde Ryan Gentles era el encargado de los compromisos. Gentles estaba tan impresionado con la banda que dejó su trabajo para convertirse en su primer representante. Empezaron a ensayar duramente manteniendo sus trabajos de día (se dice que Casablancas era camarero, mientras Hammond trabajaba en "Kim's Video) y formaron un repertorio de entre 10 y 12 canciones, entre las cuales estaban «Last Nite», «The Modern Age», «This Life» (actualmente titulada «Trying your luck»), «New York City Cops», "Soma" y "Someday", entre otras. La mayoría de estas canciones ahora tienen letras distintas. Durante ese tiempo también dejaron de tocar algunas canciones de su repertorio, que incluía «Sagganuts», «In Her Prime», «Rhythm Song», «A Minor 4-4» y tres canciones de título desconocido.
Gordon Raphael, un pequeño productor de rock de la escena musical de Nueva York, asistió a uno de sus primeros conciertos donde eran teloneros de DragonForce, cuando realmente había ido a ver a la otra banda que tocaba esa velada, como confesó meses después. Raphael dio a Albert su número de teléfono, diciendo que podría grabar una maqueta para ellos. Después de llamarle un par de días más tarde, la banda y Raphael finalmente se reunieron.
El EP «The Modern Age» fue lanzado en 2001 desatando una guerra de pujas entre las discográficas, por ser, según ellas, la banda de rock and roll más grande que había surgido en años. Posteriormente, recibieron una gran promoción causando una división entre los seguidores del rock. Para algunos de los medios que los promocionaban, The Strokes eran los salvadores del rock.

### Is This It(2001–2002)
The Strokes lanzó su primer álbum Is This It en Estados Unidos en octubre de 2001 bajo el sello RCA, después de algunos retrasos producidos por la portada del disco europeo, y la eliminación del tema "New York City Cops" que contenía la frase: "Los policías de Nueva York no son muy inteligentes" ("New York City Cops, they ain't too smart") en el coro, lo que el sello RCA encontró 'políticamente incorrecto' por los recientes ataques del 11 de septiembre. La canción fue cambiada por otra titulada "When It Started".
El disco recibió muy buenas críticas tanto de publicaciones independientes como de la industria musical, incluyendo 5 estrellas de parte de la revista Rolling Stone. La influencia setentera fue notada por muchos críticos.

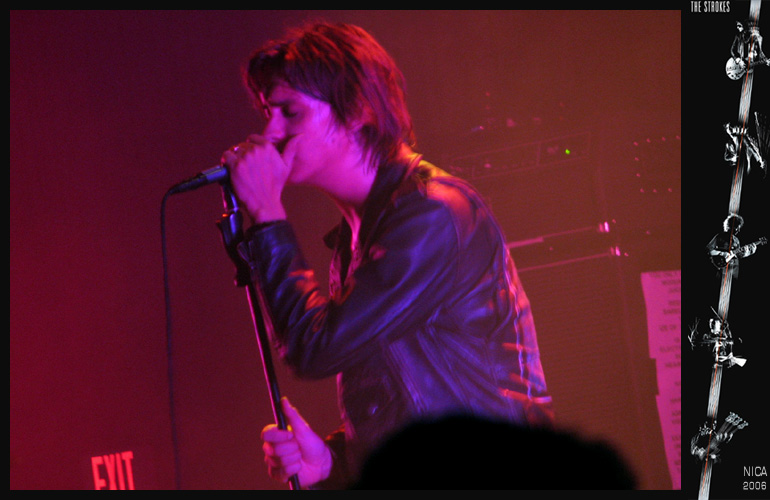
Julian Casablancas en 2006.

Después del lanzamiento de Is This It la banda recorrió exhaustivamente el mundo en giras, presentándose en Japón, Australia, Nueva Zelanda, Europa y Estados Unidos. La banda lideró el Festival de Reading en Reino Unido en el 2002, detalladamente redactado en crónicas en un mini-documental relativamente difícil de encontrar titulado "In Transit" publicado por los miembros del Club de Fanes "Alone, Together". En agosto de 2002 la banda tocó en el Radio City Music Hall (Nueva York) junto con The White Stripes. En esa presentación, Jack White se unió a The Strokes en escena para tocar el solo de guitarra en la canción "New York City Cops". Durante la actuación, Julian debió permanecer sentado, debido a una lesión sufrida en una rodilla
, al igual  que ocurrió en el Festival de Reading .
Durante tal período, la banda también se mostró como invitado musical en Saturday Night Live (interpretando "Last Nite" y "Hard to Explain"), The Tonight Show with Jay Leno, Late Night with Conan O'Brien y The Late Show with David Letterman.
Is This It produjo cantidad de sencillos y videoclips, los cuales fueron todos dirigidos por Roman Coppola.
El grupo empezó a grabar su siguiente producción en el 2002 con el productor Nigel Godrich (conocido por su trabajo con Radiohead), pero más tarde se separaron de su producción a favor de Gordon Raphael, el productor de Is This It. Las grabaciones con Godrich nunca fueron reveladas.
En agosto de 2003, la banda visitó Japón, tocando las canciones "Reptilia", Meet Me In The Bathroom", "The Way It Is", "Between Love & Hate" (o también conocida como "Ze Newie") y "12:51" (también conocido como "Supernova"). También tocaron "My Way" de Paul Anka en japonés.

### Room on Fire(2002–2005)

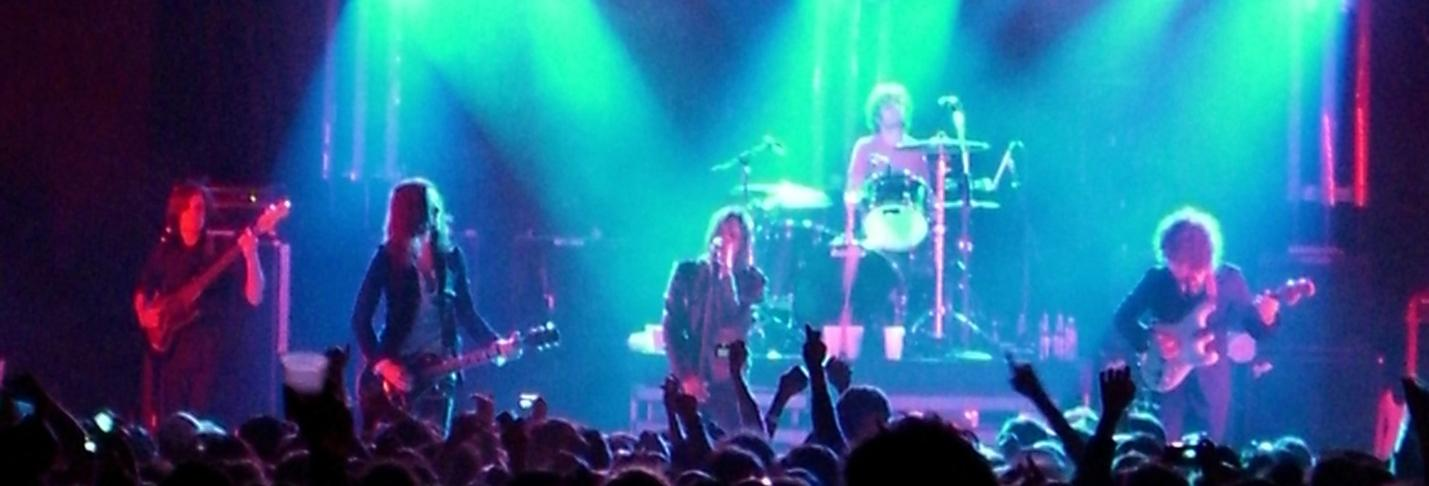
The Strokes en concierto.

Room on Fire es el segundo álbum de la banda. Este sigue la misma línea del anterior Is This It, y aunque no fue tan aclamado como el primero, se pueden encontrar canciones como "Reptilia", "12:51", "The End Has No End", "I Can't Win" o "Under Control" de un nivel compositivo similar. Varios medios calificaron este álbum como una repetición de su primer disco.
Lanzado en octubre de 2003, el álbum mantuvo los ya familiares puntos de referencia de la banda. El primer sencillo de Room on Fire fue la canción "12:51", con los característicos sonidos de sintetizadores de guitarra (en los que se nota la influencia de The Cars), distintivos de la guitarra de Valensi. El video fue dirigido por Roman Coppola e inspirado en la futurística apariencia de Tron.
Durante la gira 2003/2004 "Room on Fire Tour", la banda tocó con Kings of Leon y My Chemical Romance. Durante esta gira, Regina Spektor y The Strokes grabaron la canción "Modern Girls & Old Fashion Men", lanzado como cara B en el sencillo Reptilia. También, la banda incluyó una versión de "Clampdown" de The Clash, el cual fue lanzado como cara B para "The End Has No End".
Ya en el 2004, The Strokes reveló sus planes de lanzar un álbum en vivo. El LP Live in London fue planeado para octubre de 2004, pero fue abandonado, según se informa debido a los problemas de calidad de la grabación.
El 4 de febrero de 2005, Julian Casablancas se casó con su gran amiga y mánager asistente de la banda, Juliet Joslin. Alrededor de esa fecha, Nikolai Fraiture tuvo una hija.
En octubre de 2005, The Strokes realizó una gira de tres conciertos en América del Sur (Brasil, Chile y Argentina). Sus conciertos en Argentina y Chile incluyeron una versión de "A Salty Salute", una canción escrita por la banda Guided by Voices.
El sencillo de la canción "Reptilia" apareció en el videojuego Guitar Hero III: Legends of Rock y en el videojuego Rock Band.

### First Impressions of Earthy extenso descanso (2005–2008)
En septiembre de 2005 fue lanzado "Juicebox", primer sencillo de First Impressions of Earth en la tienda iTunes Music Store como una exclusiva de este servicio. El sencillo llegó a los primeros puestos en diversas listas de popularidad tanto en el Reino Unido como en Estados Unidos. El disco salió oficialmente en enero de 2006 y rápidamente llegó al puesto número uno en la lista del Reino Unido. Aunque la prensa lo ha visto como un paso adelante de las dos grabaciones anteriores, la recepción de la crítica fue mixta, ya que el característico estilo musical de la banda se vio disminuido.
Durante noviembre y diciembre de 2005, The Strokes había hecho una gira de promoción para el aún no publicado álbum "First Impressions of Earth", presentándose en varias ciudades del mundo. En orden: Tokio, Sídney, Londres, París, Ámsterdam, Ghana, Berlín, Milán, Madrid, Chicago, Río de Janeiro, Los Ángeles, Buenos Aires, Santiago de Chile. Aproximadamente 600 entradas se dispusieron a cada función. Los fanáticos incluso resistieron a los distintos factores climáticos acampando fuera de la cabina de entradas en pleno invierno europeo. Estos conciertos atrajeron celebridades visitantes como Oasis, Franz Ferdinand, y Jarvis Cocker.

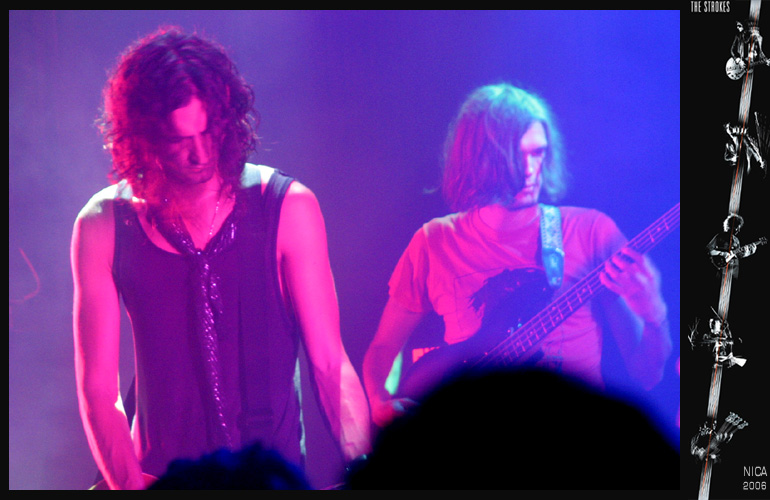
Nick Valensi y Nikolai Fraiture.

Ya lanzado el disco, la banda reveló que habían construido su propio estudio en Hell's Kitchen (Nueva York), oficialmente llamado Red Carpet Studios.
Cuando se pidió un comentario sobre el álbum, Julian dijo: "Es como una sandía sin semillas. Me gusta". En una posterior entrevista, Nikolai Fraiture contribuyó a la declaración de Julian agregando que el álbum era "como una brecha científica".
La banda actuó por segunda vez en Saturday Night Live el 21 de enero de 2006. Tocaron dos canciones: "Juicebox" y "You Only Live Once".
El 24 de enero, tuvieron el primero de 18 conciertos con entradas agotadas durante la gira por Reino Unido, la cual incluyó dos citas en el Hammersmith Apollo donde The Strokes interpretó una versión sorpresa de "Life's A Gas" de The Ramones. Dos días más tarde del fin de la gira, el 23 de febrero de 2006, The Strokes fueron nominados como "Mejor Banda Internacional" de la revista NME. Julian agradeció a la revista diciendo que "era aún la mejor revista musical". Ya en marzo de 2006, The Strokes regresó a Estados Unidos con su hasta ahora más larga gira, con 3 conciertos de entradas agotadas en el Hammerstein Ballroom en Nueva York.

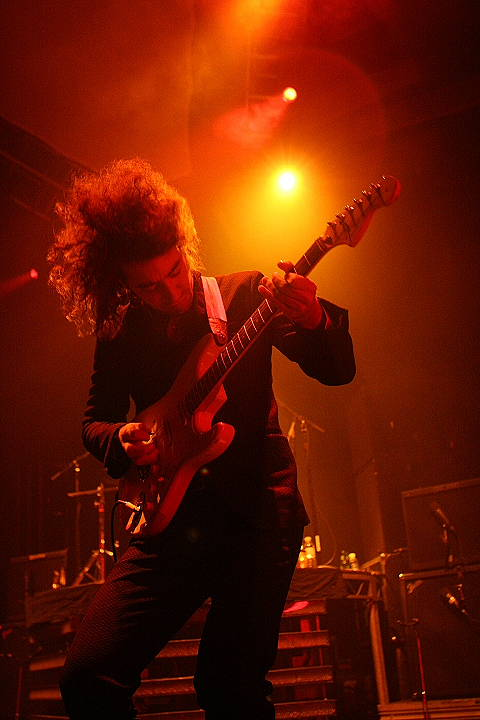
Albert Hammond Jr. en concierto con The Strokes.

El segundo sencillo de este disco es "Heart in a Cage", canción que recordó a los críticos "The Passenger" de Iggy Pop. El tercer sencillo del disco sería "You Only Live Once", e incluía una versión de "Mercy Mercy Me" de Marvin Gaye con la que participaron Eddie Vedder, líder de Pearl Jam y Josh Homme, de Queens of the Stone Age, poniéndose a la venta el 10 de julio de 2006.
Este disco muestra gran madurez en cada uno de los instrumentos y también gran calidad en las letras de las canciones. Otro cambio que se puede apreciar en este disco es que Casablancas demuestra mucha más concentración en lo que hace, demostrando que sus problemas con el alcohol son cosa del pasado.
Durante el verano de 2006, The Strokes tocó en numerosos festivales en Europa. Luego recorrieron Australia y México en agosto y septiembre, seguido por otra gira en Estados Unidos.
A principios de 2007, la banda de Casablancas tuvo un vuelco y se separó momentáneamente para que cada integrante se dedicase a lo suyo, con el fin de realizar proyectos personales que tenían pendientes desde hace un tiempo; Casablancas colaboró haciendo segundas voces para Queens of the stone age, y Hammond se adentró en la grabación y promoción de su primer disco solista.
Durante un concierto en EE. UU. en 2007 Julian Casablancas anunció que necesitaban un descanso y que se ausentarían momentáneamente, además de que querían probar a realizar trabajos como solistas. Más tarde un correo mandado por el representante de The Strokes, Ryan Gentles, confirmó que necesitaban "romper" y descansar. En mayo de 2007 salió la página oficial del grupo The Strokes, con un vídeo inédito llamado "You Only Live Once" dirigido por Warren Fu. En 2007 la canción "You Talk Way Too Much" se usó para un anuncio comercial de Ford Sync. En 2007 la nueva asistente de mánager de The Strokes pasó a ser Aleks Cisneros.

### Angles(2008–2012)
Desde que se reunieron el 11 de febrero, comenzaron a componer un nuevo material, este álbum está inspirado en Thin Lizzy, A-ha y Elvis Costello. En una entrevista para la revista Rolling Stone, Julian Casablancas explicó que el grupo se encuentra atrapado entre el futuro y los setenta, y que la comunicación y honestidad entre ellos ha mejorado mucho. Se grabó en los estudios Avatar en NYC con Joe Chiccarelli como productor y Gus Oberg como ingeniero. El disco fue lanzado a nivel mundial el 22 de marzo de 2011, y llevaron a cabo una gira mundial después del lanzamiento. The Strokes junto con Arctic Monkeys y Portishead fueron los primeros en confirmar su aparición en la edición 2011 en el FIB (Festival Internacional de Benicasim)' en España. El 18 de enero de 2011 en una entrevista de la revista Rolling Stone se anunció que el nuevo álbum se llamaría Angles. Su primer sencillo salió al aire el 9 de febrero de 2011 titulado Under Cover of Darkness en su página oficial como descarga gratuita solo por 2 días y el 11 como descarga en itunes Store. El bajista Nikolai Fraiture reveló que el álbum sería "un retorno a lo básico". Rolling Stone elogió Angles, diciendo: "es el mejor álbum desde Is This It". En el mismo artículo, Albert Hammond, Jr. explica el título del álbum, Angles "Es lo que el disco suena. Viene de cinco personas diferentes".
El 5 de octubre de 2010, durante una entrevista con NME Julian dijo que alrededor del 75% del álbum estaba terminado y que el álbum podría sorprender a mucha gente en el buen sentido.
En noviembre de 2010, Casablancas anunció que el contenido y la grabación del álbum estaban terminados y que estaban pendientes solamente los trabajos de edición.
El 16 de noviembre de 2010, Julian Casablancas revela a través de Twitter que el cuarto álbum se terminó de grabar diciendo:
"Aún no va a estar fuera por unos pocos meses-mezcla, etc, pero sólo finalmente terminó ayer en realidad!"
El 30 de noviembre de 2010, Albert Hammond Jr. confirmó que el nuevo álbum tendría 10 canciones.
El sencillo promocional "Machu Picchu" apareció en el videojuego FIFA 12.
El 17 de enero el bajista de la banda, Nikolai Fraiture, confirmó mediante su perfil de Facebook que el disco sería lanzado el 22 de marzo de 2011.

### Comedown Machine(2012-early 2016)
En la página de internet oficial de The Strokes, anunciaron un sencillo, "One Way Trigger". Dicha canción fue con que se anunciaba la llegada ya muy próxima de Comedown Machine. One Way Trigger se pudo descargar gratuitamente en la página oficial solo por unos días. Las personas que descargaron recibieron en su correo electrónico la canción One Way Trigger y unos días después el correo electrónico con el título del nombre de su nuevo álbum y el día que saldrá. El álbum salió a la venta el 22 de marzo, aun cuando se esperaba para el 26 de marzo de 2013 en Estados Unidos y el 25 de marzo en Reino Unido. Desde el 19 de febrero, se puede escuchar y descargar su primer sencillo oficial del álbum "All the Time".
El sencillo viene con la canción como lado B "Fast Animals". La presentación de este sencillo vino acompañada de un videoclip.
El 15 de octubre de 2013, la banda reveló que estaban buscando a «volver a escena» en 2014 con un seguimiento a Comedown Machine.
El 5 de diciembre de 2013, Albert Hammond, Jr. dijo que estaría interesado en tocar en solitario como un acto de apertura de The Strokes, si anuncian una nueva gira: «Definitivamente, me gustaría preguntar a los chicos si podía abrir para ellos, seria increíble.»
The Strokes tuvieron tres presentaciones en fila para 2014, que incluyeron dos ranuras de titulares en Governors Ball Music Festival en Nueva York y FYF Fest en Los Ángeles. En mayo de 2014, The Strokes realizaron su primer concierto en Estados Unidos en tres años en el Teatro Capitol en Port Chester, Nueva York.
El 9 de agosto de 2014 la Revista NME lanzó una edición especial con las bandas más influyentes en la actualidad poniendo a The Strokes en el puesto #5 en la que cabe recalcar que la lista consta de 100 bandas ordenadas jerárquicamente.
The Strokes se presentó en el Festival Live Out el 12 de diciembre de 2015 en la ciudad de Monterrey, Nuevo León, en el que bordaron el escenario tocando sus temas más populares, cerrando el festival.

### Future Present PastEP (2016-2018)
The Strokes lanzó su segundo EP titulado "Future Present Past" el 2 de junio de 2016 a través de Cult Records sello discográfico fundado por Casablancas, el EP contiene 3 temas inéditos y un remix adicional, realizado por el baterista Fabrizio Moretti. El título de cada canción representa: "Drag Queen" se refiere al futuro, "OBLIVIUS" el presente y "Threat Of Joy" el pasado. La presentación de "OBLIVIUS" se hizo a través del programa de Radio Culture Void conducido por Julian Casablancas y emitido por Sirius XM. Con tan solo unas horas de diferencia, Cult Records presentaba en su web "Drag Queen" y una hora más tarde colgaban "Threat Of Joy".
A exactamente una semana de presentar su nuevo EP fue lanzado el video lírico de "Drag Queen" realizado por Gustavo Torres diseñador de animación argentino. La animación del video es una sucesión de imágenes alucinatorias y la visión futurista que existía en los '80.
El 28 de junio estrenó el polémico video de "Threat Of Joy" dirigido por Warren Fu. Este es el primer video en el que aparecen todos los integrantes de la banda desde que se juntaran en el video de "Taken For a Fool" que correspondía a su álbum del 2011, Angles.
El polémico corte es una satírica protesta por la censura del video de "OBLIVIUS" Casablancas comentó en una entrevista con Zane Lowe: fue dado de baja por ser "demasiado político". Con sarcasmo los neoyorquinos explican en una placa "Debido a circunstancias que no estamos en libertad de discutir, no podremos presentarles el video de OBLIVIUS. En su lugar disfruten de una presentación especial de The Strokes con... Threat Of Joy".
En 2017 realizaron una gira por Sudamérica tocando en Colombia (Festival Estéreo Picnic), Brasil (Lollapalooza Brasil), Argentina (Lollapalooza Argentina) y Chile (Lollapalooza Chile).
El 23 de noviembre de 2019 se presentaron nuevamente en Sudamérica tocando sus grandes hits alrededor de una hora en el festival Vivo por el Rock en Lima Perú.

### The New Abnormal(2018-2021)
En octubre de 2016, el guitarrista Valensi indicó que la banda estaba "trabajando lenta pero segura en un álbum, estamos en sesiones de escritura". En julio de 2017, Albert Hammond Sr. dijo que los Strokes están trabajando con Rick Rubin. Albert Hammond Jr.se dirigió a Twitter para aclarar que "nos conocimos y mostramos algunas ideas musicales para que Rick sintiera una vibra, pero incluso un plan teórico para el álbum estaría a años de distancia, si es que lo hicimos". También tuiteó, "Lo siento todos, no estamos en el estudio de grabación" y que había "muchas incógnitas y nada de lo que valga la pena hablar en este momento".
En mayo de 2019, la banda actuó por primera vez en más de dos años en un espectáculo benéfico en Los Ángeles. En este lugar, la banda estrenó una nueva canción titulada "The Adults Are Talking". El concierto dio inicio a la gira de "regreso global" de la banda. Sin embargo, esta gira se encontró con muchos obstáculos desde el principio, desde problemas de sonido hasta espectáculos con lluvia y la cancelación de festivales enteros. En septiembre de 2019, Valensi, en una entrevista en C104.3 Out of the Box, insinuó la producción de un sexto álbum de estudio, diciendo "Cuándo, no lo sé. Si - yo diría, es una gran probabilidad". Durante el show de Nochevieja de 2019 de la banda en Brooklyn, Casablancas anunció que el sexto álbum de estudio de la banda se lanzaría en algún momento de 2020. En el show, también debutaron una nueva canción, titulada "Ode to the Mets".
El 10 de febrero de 2020, la banda actuó en un mitin para el candidato presidencial Bernie Sanders en la Universidad de New Hampshire. En esta actuación, Casablancas anunció formalmente el sexto álbum de estudio de la banda y que el título sería The New Abnormal. Confirmó que la fecha de lanzamiento del álbum sería el 10 de abril de ese año. Según los informes, la banda tocó dos canciones nuevas en este espectáculo. El 11 de febrero, la banda lanzó una nueva canción, "At the Door", el primer sencillo de su sexto álbum de estudio. Siguieron dos sencillos más, "Bad Decisions" y "Brooklyn Bridge to Chorus". Su sexto álbum de estudio, The New Abnormal, fue lanzado en todo el mundo el 10 de abril de 2020. El 24 de octubre, la banda fue confirmada para su cuarta aparición como invitada musical para el episodio del 31 de octubre de Saturday Night Live con John Mulaney como anfitrión, donde actuaron. "The Adults Are Talking" y "Bad Decisions" de The New Abnormal.
El 21 de junio de 2021, la banda compartió un video en apoyo de la candidata a la alcaldía de la ciudad de Nueva York, Maya Wiley, con un clip de una nueva canción, "Starting Again", coescrita con Gregg Alexander.

## Discografía

### Discos de estudio
- Is This It (2001)
- Room on Fire (2003)
- First Impressions of Earth (2006)
- Angles (2011)
- Comedown Machine (2013)
- The New Abnormal (2020)

### EP
- The Modern Age (2001)
- Future Present Past (2016)

## Galardones

### 2002
Ganados
- ASCAP Pop Awards – Vanguardia Colegial
- Cache Awards - Mejor banda de la historia
- Brit Awards – Mejor Banda Internacional
- Meteor Ireland Music Awards – Mejor Álbum Internacional (Is This It)
- NME Awards – Mejor Álbum (Is This It), Banda del Año, Mejor Nueva Actuación

Nominados
- MTV Video Music Awards – MTV2 Award (Last Nite)
- MTV Europe Music Awards – Mejor Nueva Actuación
- Q Awards – Mejor Actuación en Vivo
- MTV Europe Music Awards – Mejor Nueva Actuación del momento

### 2003
Nominados
- NME Awards – Mejor Banda Internacional

### 2006
Ganados
- NME Awards – Mejor Banda Internacional

Nominados
- MTV Europe Music Awards – Mejor Banda de Rock

### 2007
Nominados
- NME Awards – Mejor Banda Internacional

### 2009
Ganados
- NME – Mejor Disco De La Década: Is This It

### 2021
Ganados
- Grammy Awards - Mejor álbum de rock: The New Abnormal[17]